# ایداندا
ایداندا (به انگلیسی: Eudunda) یک شهرک در استرالیا است که در استرالیای جنوبی واقع شده‌است.